# 457 mm морско оръдие
18-дюймово морско оръдие е проект за корабно оръдие с калибър 457 mm (18 дюйма) в перспектива планирано за въоръжение на линкорите от Руския Императорски флот.
Известни са следните предварителни данни – тегло и скорост на снаряда и дължина на ствола. Чертежи не са съхранени – съдейки по всичко, това оръдие е чисто хипотетично.
Теглото на снаряда съставлява 1586 кг, теглото на заряда 540 кг, началната скорост 890 м/с.
През 1914 г. началникът на Обуховския стоманолеярен завод Б. В. Чорбо докладва на морското министерство за това, че в утвърдената сметка за преоборудването на завода за производство на 16-дюймови оръдия е взета под внимание възможността да се произведе опитно 18-дюймово оръдие. Съгласно изчисленията, стойността на опитното оръдие, с лафета, би съставила „не повече от 980 хиляди рубли“. Също се указва, че заводът ще може да пристъпи към производството на опитното 18-дюймово оръдие след година и половина, когато ще бъде завършена предназначената за производството на 16-дюймовото оръдие 60-тонна мартенова пещ, самото оръдие се предполага да бъде произведено в течение на две години. Плановете са нарушени от началото на Първата световна война.
Произведена е отливката за ствола, но тя не е откована.
По-късно, на основата на разработките за 457-мм/45 оръдие в СССР, през 1940 години, се водят разработките на 457-мм/55 оръдие за линкорите от проект 24.